# Henry Blake
Henry Braymore Blake byla postava z románu M*A*S*H a stejnojmenného filmu i seriálu. Ve filmu je hrán Rogerem Bowenem a v seriálu McLeanem Stevensonem. Byl to chirurg a velitel jednotky 4077 M*A*S*H.

## Charakteristika
Byl oblíbený u své jednotky díky svému pohodářství a bezstarostnosti, zejména u Hawkeyeho Pierce a Johna „Trappera“ McIntyra (rád s nimi pije a prohání ženy). Pohrdá vojenskou disciplínou, což je často vidět na jeho oblékání (nosí rybářský klobouk a vestu místo své uniformy, miluje hraní golfu v okolí nemocnice). Za svou „nevojenskost“ byl kritizován hlavně majory Frankem Burnsem a Margaret Houlihanovou, kteří na něj často posílali různá udání a hlášení.
Ve filmu je to lékař, který byl povolán do armády před druhou světovou válkou, v seriálu byl záložníkem povolaným k aktivní službě ze své soukromé praxe v Bloomingtonu (Illinois). Henry navštěvoval univerzitu v Illinois, kde byl trenérem fotbalového týmu. Hawkeyemu se svěří, že „má sice skvělou praxi doma, ale je rutinní“, takže tím, že slouží v Koreji, „dělá práci více doktorů, než by za celý svůj život dělal“. Je to dobrý a přívětivý člověk a schopný chirurg, avšak velmi neúčinný velící důstojník. Jeho úředník, Radar O'Reilly přeměňuje jeho přání v rozkazy. Hawkeye si z něj dělal legraci, že „Radar je ve skutečnosti velícím důstojníkem“. Henry se často rozčiluje, když musí provést důležité rozhodnutí a bojí se více než ostatní, aby se rozhodl správně. To dokazuje třeba v epizodě „3×02 Duhový most“, kdy se musí rozhodnout, zda pošle Hawkeye s Trapperem a Frankem Burnsem převzít raněné od čínské armády – i za cenu, že to může být past.
Zatímco je v Koreji, jeho žena Mildred (v pozdějších epizodách zvaná Lorraine – důvod není nikdy vysvětlen) porodí syna v Bloomingtonu. Kvůli své smrti však nikdy nepotká svého syna.

## Odchod ze seriálu
McLean Stevenson se po třetí sezóně rozhodl odejít ze seriálu, stejně jako Wayne Rogers, představitel Trappera – oba byli nespokojeni s malým rozsahem svých rolí oproti Hawkeyemu Alana Aldy. 
Postava Henryho Blakea tak byla náhle odeslána domů, neboť „jeho práce již skončila“. Na konci epizody „3x24 Abyssinia, Henry“, po odjezdu Henryho na letiště do Soulu, přijde Radar za doktory na sál a zdrceně jim oznámí, že letadlo s Henrym bylo sestřeleno a on zemřel. Tato scéna byla udržována před herci v tajnosti, aby byla zajištěna její autenticita – výsledkem byl jeden z nejsilnějších momentů celého seriálu. Tento scenáristický dodatek nebyl myšlen jako útok na Stevensona, nýbrž jako vyjádření myšlenky, že smrt ve válce přicházela kdykoliv a ne všichni členové ozbrojených sil se vrátili v pořádku domů. Pro Stevensona to nicméně znamenalo zavření dveří před jakýmkoli potenciálním návratem.